# Peter Cetera
Peter Paul Cetera (Chicago, 13 de setembro de 1944) é um cantor, compositor e baixista estadunidense mais conhecido por ser um dos fundadores da banda Chicago, antes de iniciar uma bem-sucedida carreira solo. Em sua carreira artística, gravou dezessete álbuns com o Chicago e oito solo.